# Laccoptera schawalleri
Laccoptera schawalleri is een keversoort uit de familie bladkevers (Chrysomelidae). De wetenschappelijke naam van de soort werd in 1993 gepubliceerd door Medvedev in Medvedev & Zaitsev.